# Luca Devoti
Luca Devoti est un skipper italien né le 2 janvier 1963 à Vérone.

## Biographie
Luca Devoti participe aux Jeux olympiques d'été de 2000 à Sydney et remporte la médaille d'argent dans l'épreuve du Finn.